# Stronziojoaquinite
La stronziojoaquinite è un minerale appartenente al gruppo della joaquinite.